# 宮崎県小学校の廃校一覧
宮崎県小学校の廃校一覧（みやざきけんしょうがっこうのはいこういちらん）は、宮崎県内の廃校となった小学校の一覧。対象となるのは、学制改革（1947年）以降に廃校となった小学校とその分校である。名称は廃校当時のもの。廃校時に小学校が所在していた自治体がその後合併により消滅している場合は、現行の自治体に含める。また現在休校中の県内の小学校も、参考として記載する。
（）内は廃校になった年（もしくは休校になった年）、統合先の小学校など。

## 宮崎市
- 宮崎市立内海小学校納屋ケ平分校（1964年）[1]
- 宮崎市立鏡洲小学校家一郷分校（1964年7月31日）[2]
- 宮崎市立国富小学校整肢学園分校（1972年）[2]
- 宮崎市立赤江小学校赤江療養所分校（1976年）[2]
- 宮崎市立赤江小学校ひまわり学園分校（1978年）[2]
- 宮崎市立鹿村野小学校（2005年休校〈当時：田野町立〉、2008年廃校）[3]
- 宮崎市立去川小学校（2009年宮崎市立高岡小学校へ統合）[4]
- 宮崎市立浦之名小学校（2019年高岡小へ統合）[5]
- 宮崎市立生目台西小学校（2025年宮崎市立生目台東小学校へ統合）[6]
- 清武町立黒坂小学校（1957年宮崎市立清武小学校〈当時：清武町立〉へ統合）[7]
- 清武町立清武小学校石坂分校（1970年）[7]
- 高岡町立内山小学校（1965年高岡小へ統合）[4]
- 高岡町立花見小学校（同上）[4]

## 都城市
- 都城市立四家小学校（2009年）[8]
- 都城市立御池小学校（2017年休校）[9]
- 中郷村立梅北小学校大浦分校（1964年）[10]
- 高城町立田辺小学校（1972年都城市立有水小学校〈当時:高城町立〉へ統合）[11]
- 山之口町立青井岳小学校（1977年）

## 延岡市
- 延岡市立宇和田小学校（1948年延岡市立黒岩小学校へ統合）[12]
- 延岡市立東海小学校祝子分校（1965年）[13]
- 延岡市立安井小学校（1993年延岡市立浦城小学校へ統合）[14]
- 延岡市立須美江小学校（2003年延岡市立熊野江小学校へ統合）[15]
- 延岡市立松葉小学校（2008年延岡市立北川小学校へ統合）[16]
- 延岡市立瀬口小学校（同上）[16]
- 延岡市立下赤小学校（同上）[16]
- 延岡市立北浦小学校宮野浦分校（2013年）[17]
- 延岡市立北方小学校（2014年延岡市立北方学園設立に伴い廃校）[18]
- 延岡市立城小学校（同上）[18]
- 延岡市立三椪小学校（同上）[18]
- 延岡市立美々地小学校（同上）[18]
- 延岡市立上南方小学校〈旧〉（2015年延岡市立南方中学校と統合し延岡市立上南方小中学校へ）[19]
- 延岡市立島野浦小学校（2022年延岡市立島野浦中学校と統合し延岡市立島野浦学園へ）[20]
- 北浦村立三川内小学校下塚分校（1979年）[21]
- 北浦町立北浦小学校直海分校（1977年）[17]
- 北方村立岩屋ヶ平小学校（1970年北方小へ統合）[22]
- 北方町立下鹿川小学校（2002年美々地小へ統合）[23]
- 北方町立上鹿川小学校（2005年美々地小へ統合）[24]
- 北川町立祝子川小学校（2003年北川小へ統合）[16]

## 日南市
- 日南市立宮浦小学校（1970年）[25]
- 日南市立上酒谷小学校（1979年日南市立酒谷小学校へ統合）[26]
- 日南市立鵜戸小学校〈旧〉（2011年日南市立鵜戸小中学校設立に伴い廃校[注釈 1]）[27]
- 日南市立潮小学校（同上）[27]
- 日南市立吉野方小学校（2014年日南市立飫肥小学校へ統合）[28]
- 北郷村立第三北郷小学校（1950年北郷村立北郷小学校へ統合）
- 北郷町立板谷小学校槻之河内分校（1968年坂元小へ統合）[25]
- 北郷町立板谷小学校（1969年坂元小へ統合）[25]
- 北郷町立北郷小学校〈初代〉（1974年9月1日坂元小と統合し北郷小〈2代目〉へ）[25]
- 北郷町立坂元小学校（1974年9月1日北郷小〈初代〉と統合し北郷小〈2代目〉へ）[25]
- 北郷町立[注釈 2]黒荷田小学校（2009年日南市立北郷小学校〈北郷町は日南市に合併〉へ統合）
  - 黒荷田小学校の閉校と同時に北郷小学校は北郷中学校敷地内へ移転しており、施設一体型の日南市立北郷小中学校（通称：学びの杜北郷学園）に再編されている。ただし北郷小学校は閉校した学校とは扱われていない[注釈 3][29]。
- 南郷町立潟上小学校大牟礼分校（1972年）[30]
- 南郷町立大島小学校（1954年南郷小大島分校から独立するも、1980年日南市立南郷小学校〈当時：南郷町立〉へ統合）[31]

## 小林市
- 小林市立小林小学校〈初代〉（1949年第一小・第二小〈現：小林市立南小学校〉[32]・第三小・第四小へ分割）[33]
- 小林市立第一小学校（1950年8月第四小と統合し小林市立小林小学校〈2代目〉へ）[33]
- 小林市立第四小学校（1950年8月第一小と統合し小林小〈2代目〉へ）[33]
- 小林市立第三小学校（1952年小林小へ統合）[注釈 4]
- 小林市立西小林小学校巣之浦分校（1960年生駒分校と統合し小林市立幸ヶ丘小学校へ）[34]
- 小林市立西小林小学校生駒分校（1960年巣之浦分校と統合し幸ヶ丘小へ）[34]
- 小林市立小林小学校赤松分校（1967年）[注釈 5]
- 小林市立木浦木小学校（1976年[35]）
- 小林市立東方小学校山代分校（1978年）[36]
- 小林市立鳥田町小学校（2010年休校、児童は小林市立須木小学校へ編入、2013年廃校）[37]
- 小林市立内山小学校（2010年休校、児童は小林市立野尻小学校へ編入[38]、2013年廃校）[39]
- 須木村立須木小学校綾南分校（1968年）[37]
- 須木村立鳥田町小学校堂屋敷分校（1970年須木小へ統合）[37]
- 須木村立奈佐木小学校（1974年須木小へ統合）[37]
- 須木村立田代八重小学校（同上）[37]

## 日向市
- 日向市立平岩小学校鵜毛分校（2006年）[40]
- 日向市立越表小学校（2009年日向市立坪谷小学校へ統合）[41]
- 日向市立美々津小学校田の原分校（2010年休校）[42]
- 日向市立東郷小学校（2011年福瀬小・日向市立東郷中学校・日向市立坪谷中学校と統合し日向市立東郷学園東郷小学校へ）[43]
- 日向市立福瀬小学校（2011年東郷小・東郷中・坪谷中と統合し東郷学園東郷小へ）[43]
- 日向市立幸脇小学校（2016年日向市立美々津小学校へ統合）[42]
- 富島町立不動寺小学校（1948年日向市立富高小学校〈当時：富島町立〉へ統合）[44][注釈 6]

## 串間市
- 串間市立赤池小学校新谷分校（1966年）[45]
- 串間市立崎田小学校（1974年串間市立本城小学校へ統合）[46]
- 串間市立赤池小学校（1992年休校[47]、1994年串間市立大束小学校へ統合[48]）
- 串間市立大納小学校（2000年休校、児童は串間市立都井小学校へ編入[49]、2016年廃校[3]）
- 串間市立市木小学校築島分校（2010年休校[50]、2016年廃校[3]）
- 串間市立笠祇小学校（2016年休校）[51]
- 串間市立大平小学校（2023年休校）[52]

## 西都市
- 西都市立妻小学校（1952年第一小〈現：西都市立妻北小学校〉[53]と第二小〈現：西都市立妻南小学校〉[54]へ分割統合）
- 西都市立片内小学校（1966年岩井谷小へ統合）
- 西都市立穂北小学校久野分校（1966年）[注釈 7]
- 西都市立三納小学校吹山分校（1966年7月）[55]
- 西都市立都於郡小学校長園分校（1967年）[56]
- 西都市立都於郡小学校鹿野田分校（1969年）[56]
- 西都市立穂北小学校平八重分校（1972年）
- 西都市立寒川小中学校（1978年[57]）
- 西都市立小椎葉小学校（1980年[57]）
- 西都市立一ツ瀬小学校（1982年[57]）
- 西都市立尾八重小中学校（1982年[57]）
- 西都市立岩井谷小学校（1987年[57]）
- 西都市立銀上小学校（2012年西都市立銀鏡中学校と統合し小中一貫校の西都市立銀上小・銀鏡中学校へ）[58]
- 西都市立三納小学校（2013年西都市立三納中学校と統合し西都市立三納小中学校へ）[55]
- 西都市立三財小学校（2013年西都市立三財中学校と統合し西都市立三財小中学校へ）[59]
- 西都市立都於郡小学校山田分校（2022年）[60]
- 東米良村立八重小学校（1962年統合により一ツ瀬小へ）[61]
- 東米良村立中尾小学校（同上）[61]
- 東米良村立中尾小学校猪之原分校（同上）[61]

## えびの市
- えびの市立大河平小学校吉牟田分校（1979年）
- えびの市立真幸小学校西内竪分校（1959年西内竪小として独立するも、1998年真幸小西内竪分校に戻り、2001年廃校）[62]
- えびの市立上江小学校霧島分校（2002年）[3]
- えびの市立飯野小学校高野分校（2005年休校、2009年廃校）[63]
- えびの市立大河平小学校（2008年休校、2015年廃校）[64]
- えびの市立加久藤小学校尾八重野分校（2012年休校、2018年廃校）[65]
- 飯野町立飯野小学校鉄山分校（1963年）[注釈 8]
- 飯野町立飯野小学校大平分校（1965年）

所在地は熊本県錦町（川内川上流域にあった林業集落向けの分校）。「錦町、飯野町行政事務委託に関する規約（1965年4月1日施行）」や「木上村、飯野町教育事務の委託に関する規約（1954年3月公表）」に基づき当時の宮崎県飯野町が学校を設置していた。

## 西諸県郡
- 高原町立常盤台小学校（1959年高原小常盤台分校から独立するも、1973年高原町立高原小学校へ統合）[66]

## 東諸県郡
- 国富町立深年小学校茶臼岳分校（1965年）
- 国富町立深年小学校（2009年国富町立八代小学校へ統合）[67]
- 国富町立北俣小学校（同上）[67]

## 児湯郡
- 西米良村立尾股小学校（1961年村所小尾股分校から独立、1978年西米良村立村所小学校へ統合）[68]
- 西米良村立横野小学校（1978年村所小へ統合）[68]
- 西米良村立板谷小学校（1979年村所小へ統合）[68]
- 西米良村立上米良小学校（同上）[68]
- 西米良村立小川小学校（1989年村所小へ統合）[68]
- 西米良村立越野尾小学校（2005年村所小へ統合）[68]
- 木城町立中之又小学校（2009年）[69]
- 木城町立石河内小学校（2012年）[70]
- 木城町立木城小学校（2023年木城町立木城中学校と統合し木城町立みどりの杜木城学園へ）[71]
- 木城村立木城小学校川原分校（1966年）[72]
- 木城村立石河内小学校戸崎分校（1972年）
- 新富町立富田小学校追分分校（2012年）[73]
- 新富町立富田小学校ルピナス学園分校（1973年宮崎県立児湯養護学校〈現：宮崎県立児湯るぴなす支援学校〉開校に伴い閉校）[74][注釈 9]
- 都農町立都農南小学校尾鈴分校（1959年）[76]
- 都農町立都農南小学校轟分校（1985年）[76]

## 東臼杵郡
- 門川町立西門川小学校松瀬分校（2006年）[77]
- 門川町立西門川小学校（2020年門川町立五十鈴小学校と門川町立門川小学校へ分割統合）[78]
- 西郷村立山瀬小学校（2003年隣村の諸塚村立諸塚小学校へ統合）[79]
- 諸塚村立立岩小学校（2006年諸塚小へ統合）[79]
- 諸塚村立七ツ山小学校（2021年諸塚小へ統合）[79]
- 椎葉村立椎葉小学校間柏原分校（1977年）[80]
- 椎葉村立尾八重小学校（1987年休校、児童は椎葉村立椎葉小学校へ編入、1988年廃校）[80]
- 椎葉村立大河内小学校大藪分校（1990年）[81]
- 椎葉村立栂尾小学校（1993年休校後、児童は隣町の美郷町立鬼神野小学校へ通学。2002年椎葉村立椎葉小学校へ統合され閉校）[82][83]
- 椎葉村立仲塔小学校財木分校（1981年休校、1994年廃止[84]）
- 椎葉村立仲塔小学校（2005年休校[3]、2012年椎葉小へ統合[80]）
- 椎葉村立鹿野遊小学校（2010年4月休校、児童は椎葉小へ編入[80]、2010年7月1日廃校[3]）
- 椎葉村立小崎小学校（2020年椎葉小へ統合）[85]
- 美郷町山瀬小学校（2005年休校〈当時：西郷村立〉、2010年廃校）[3]
- 美郷町立小八重小学校（2008年田代小へ統合）[86]
- 美郷町立神門小学校（2011年美郷町立美郷南学園南郷小学校創立に伴い廃校）[83]
- 美郷町立鬼神野小学校（同上）[83]
- 美郷町立渡川小学校（同上）[83]
- 美郷町立水清谷小学校（同上）[83]
- 美郷町立北郷小学校（2015年黒木小と統合し美郷北学園北郷小へ）[87]
- 美郷町立黒木小学校（2015年北郷小と統合し美郷北学園北郷小へ）[87]
- 美郷町立美郷北学園北郷小学校（2021年美郷町立北郷中学校と統合し美郷町立美郷北義務教育学校へ）[88]
- 美郷町立田代小学校（2021年美郷町立西郷中学校と統合し美郷町立西郷義務教育学校へ）[88]
- 南郷村立神門小学校又江分校（1972年）[83]
- 西郷村立坂本小学校（1970年田代小へ統合）[86]
- 西郷村立山瀬小学校長崎分校（2003年）[3]

## 西臼杵郡
- 高千穂町立向山南小学校（2008年向山北小へ統合）[89]
- 高千穂町立五ヶ所小学校（2010年高千穂町立田原小学校へ統合）[90]
- 高千穂町立向山北小学校（2010年高千穂町立高千穂小学校へ統合）[89]
- 高千穂町立上岩戸小学校（2010年高千穂町立岩戸小学校へ統合）[91]
- 日之影町立星山小学校（1957年新町小と統合し八戸小へ）[92]
- 日之影町立新町小学校（1957年星山小と統合し八戸小へ）[92]
- 日之影町立八戸小学校中川分校（1959年 隣村の北方村立下鹿川小学校へ統合）
- 日之影町立鹿川小学校（1962年 隣村の北方村立上鹿川小学校へ統合）[92]
- 日之影町立大人小学校（1966年日之影町立日之影小学校へ統合）[93]
- 日之影町立高松小学校（1972年日之影小へ統合）[93]
- 日之影町立仲組小学校（1980年日之影小へ統合）[93]
- 日之影町立見立小学校（1988年休校、2000年閉校後日之影小へ統合）[3][94]
- 日之影町立小原小学校（2002年日之影小へ統合）[93]
- 日之影町立大菅小学校（2004年日之影町立宮水小学校へ統合）[95]
- 日之影町立八戸小学校（2020年宮水小へ統合）[96]
- 五ヶ瀬町立坂本小学校谷下分校（1973年坂本小本校へ統合[97][98]）
- 五ヶ瀬町立鞍岡小学校道の上分校（1982年[98][99][100]）
  - 閉校後は隣接する熊本県の蘇陽町立馬見原小学校（2005年以降は山都町立馬見原小学校）に通学[101]。その後、山都町内の学校再編により2024年現在は山都町立蘇陽南小学校（馬見原小学校と同住所）の校区に含まれている[102]。
- 五ヶ瀬町立鞍岡小学校本屋敷分校（1991年[98]）
- 五ヶ瀬町立桑野内小学校（2004年五ヶ瀬町立上組小学校へ統合[103][104]）

## 関連書籍
1947年以降に廃校となった学校を記録した『ここに学校があった』が宮崎県教職員互助会により刊行されている。
- 『ここに学校があった　－戦後五十年 統合・閉校の記録』（1998年刊行）
- 『ここに学校があった　第二編　－平成の統合・閉校の記録』（2014年刊行）